# Regiunea Kindia
Regiunea Kindia este una dintre cele 8 unități administrativ-teritoriale de gradul I ale Guineei. Reședința sa este orașul Kindia. Cuprinde prefecturile: Coyah, Dubréka, Forécariah, Kindia, Télimélé.